# Anda Perianu
Anda Perianu (ur. 4 lipca 1980) – rumuńska tenisistka.
Debiut w zawodowym turnieju odnotowała we wrześniu 1998 roku, biorąc udział w kwalifikacjach do niewielkiego turnieju rangi ITF w Konstancy. Rok później zagrała dwa razy w podobnych turniejach ale w żadnym z nich nie przeszła rundy kwalifikacyjnej. W 2000 roku wyjechała na uniwersytet do Oklahomy i w latach 2001-2004 reprezentowała drużynę uniwersytecką.
Wznowiła rozgrywki w czerwcu 2004 a pierwszy sukces odnotowała już w lipcu, kiedy to jako kwalifikantka doszła do finału turnieju ITF w South Lake w Teksasie. W styczniu 2005 roku wygrała swój pierwszy turniej w Tampie na Florydzie, pokonując w finale Chinkę Xie Yanze. W maju wygrała kolejne dwa turnieje tej rangi, w El Paso i w Houston. Były to bardzo udane turnieje, ponieważ oprócz zwycięstw w grze singlowej wygrała także obie imprezy w grze deblowej. Będąc na fali sukcesu, w październiku spróbowała swych sił w kwalifikacjach do turnieju WTA w Filadelfii, ale odpadła już w pierwszej rundzie.
2006 rok był najbardziej udany w jej karierze. W styczniu wzięła udział w kwalifikacjach do wielkoszlemowego Australian Open, ale przegrała pierwszy mecz z Brytyjką ukraińskiego pochodzenia Eleną Baltachą. Następnie zagrała kwalifikacje w Paryżu do Roland Garros. Jak się potem okazało odniosła tam największy sukces w swojej karierze. Najpierw w kwalifikacjach pokonała takie zawodniczki jak: Meilen Tu, Petra Cetkovská i Edina Gallovits a potem, w turnieju głównym pokonała w pierwszej rundzie Lucię Safarovą. Dotarła tym samym do drugiej rundy ale tam, Australijka Alicia Molik okazała się od niej lepsza i po trzysetowym pojedynku przegrała 6:3, 6:7, 3:6. Sukces ten jednak sprawił, że osiągnęła w tym roku 120. miejsce w światowym rankingu WTA, najwyższe w swojej karierze.
W następnych latach grała w kwalifikacjach do wszystkich turniejów wielkoszlemowych ale nie udało jej się osiągnąć fazy głównej. Najlepiej poszło jej w kwalifikacjach do Wimbledonuw 2007 roku, gdzie wygrała dwie pierwsze rundy, pokonując Dominikę Cibulkovą i Rossanę de los Ríos a przegrała trzecią, decydującą o awansie,  z Kristiną Brandi.

## Wygrane turnieje rangi ITF
| turnieje z pulą nagród 100 000 $ |
| turnieje z pulą nagród 75 000 $  |
| turnieje z pulą nagród 50 000 $  |
| turnieje z pulą nagród 25 000 $  |
| turnieje z pulą nagród 15 000 $  |
| turnieje z pulą nagród 10 000 $  |

### Gra pojedyncza
|    | Data       | Turniej | Kat. | ($)    | Naw.   | Finalistka        | Wynik         |
| 1. | 16/01/2005 | Tampa   | ITF  | 10 000 | twarda | Xie Yanze         | 7:5, 5:7, 6:4 |
| 2. | 22/05/2005 | El Paso | ITF  | 10 000 | twarda | Raquel Kops-Jones | 3:6, 7:6, 6:2 |
| 3. | 28/05/2005 | Houston | ITF  | 10 000 | twarda | Raquel Kops-Jones | 6:2, 6:3      |